# هارون ميتشيل (لاعب كرة قدم أمريكية)
هارون ميتشيل (بالإنجليزية: Aaron Mitchell)‏ هو لاعب كرة قدم أمريكية أمريكي، ولد في 15 ديسمبر 1956 في لوس أنجلوس في الولايات المتحدة.

## وصلات خارجية
- أرون ميتشيل على موقع مرجع كرة القدم المحترفة.كوم (الإنجليزية)